# Jacob Gilyard

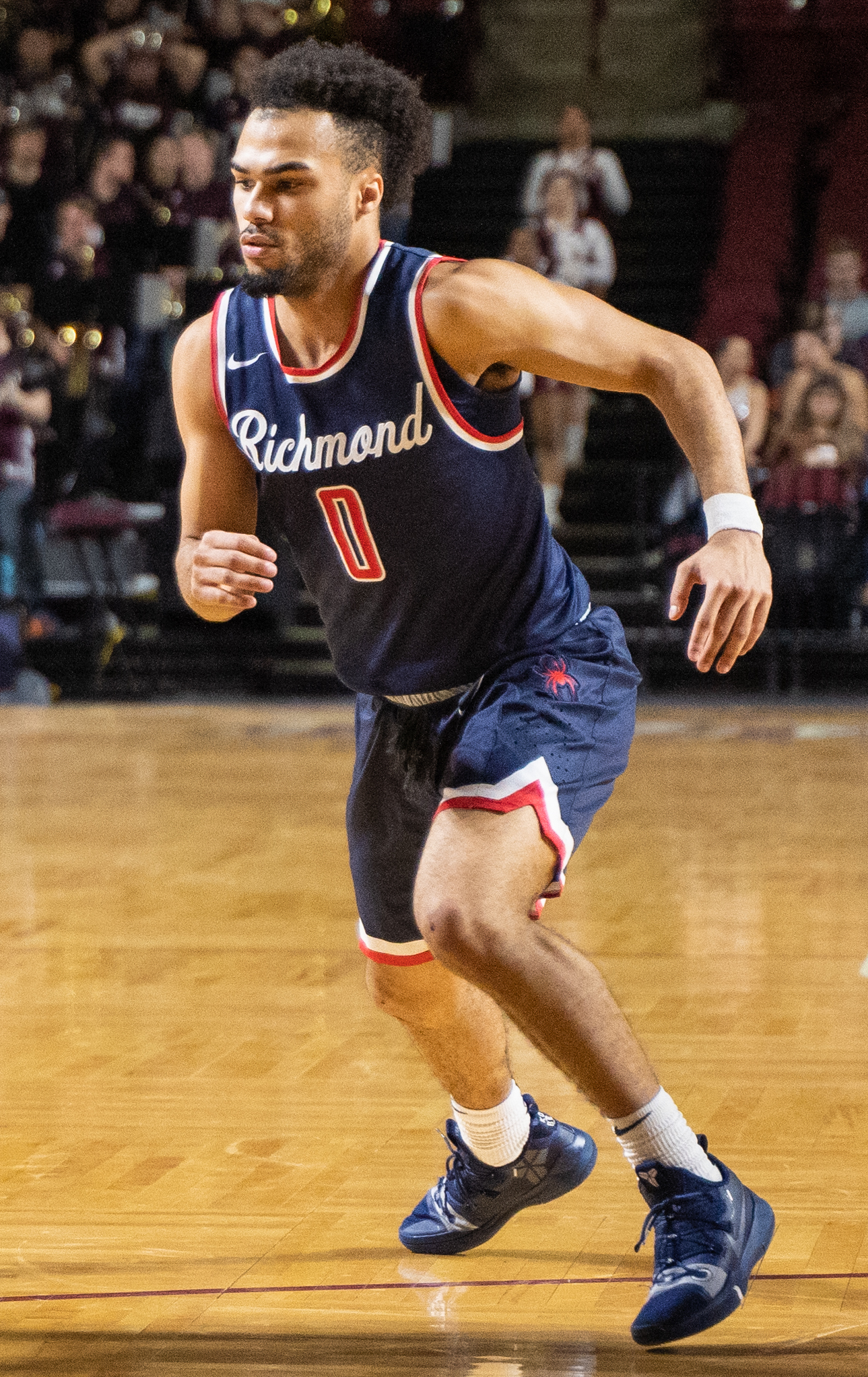
Gilyard w marcu 2019

Jacob Gilyard (ur. 14 lipca 1998 w Kansas City) – amerykański koszykarz, występujący na pozycji rozgrywającego, obecnie zawodnik Memphis Grizzlies.
W 2022 podczas letniej ligi NBA w San Francisco reprezentował Golden State Warriors, natomiast w Las Vegas – Minnesotę Timberwolves. Rok później występował już w barwach Memphis Grizzlies, w Las Vegas i Salt Lake City.

## Osiągnięcia
Stan na 19 listopada 2023, na podstawie, o ile nie zaznaczono inaczej.
NCAA
- Uczestnik rozgrywek:
  - II rundy turnieju NCAA (2022)
  - turnieju Portsmouth Invitational Tournament (2022)
- Mistrz turnieju konferencji Atlantic 10 (2022)
- Obrońca roku konferencji Atlantic 10 (2020)
- Laureat nagrody Senior CLASS Award (2022)
- MVP turnieju Atlantic 10 (2022)
- Zaliczony do:
  - I składu:
    - Atlantic 10 (2020)
    - defensywnego Atlantic 10 (2019–2022)
    - turnieju Atlantic 10 (2022)

  - II składu Atlantic 10 (2019, 2021)
  - III składu Atlantic 10 (2022)
- Lider:
  - wszech czasów:
    - NCAA Division I w liczbie:
      - przechwytów (466)
      - rozegranych minut (5747)

    - konferencji Atlantic 10 w liczbie:
      - przechwytów (466)
      - oddanych rzutów za 3 punkty (917)
      - rozegranych minut (5747)

  - NCAA w:
    - średniej przechwytów (2021 – 3,6)
    - liczbie:
      - przechwytów (2021 – 82, 2022 – 108)
      - rozegranych minut (2022 – 1426)

  - konferencji Atlantic 10 w:
    - średniej:
      - przechwytów (2019 – 2,8, 2020 – 3,2, 2021 – 3,6, 2022 – 2,9)
      - rozegranych minut (2022 – 38,5)

    - liczbie:
      - asyst (2021 – 116)
      - przechwytów (2019 – 88, 2020 – 99, 2021 – 82, 2022 – 108)
      - cennych (94) i oddanych (261) rzutów za 3 punkty (2022)
      - rozegranych minut (2022 – 1426)
- Koszykarz tygodnia konferencji Atlantic 10 (11.02.2019, 9.12.2019, 18.11.2019)

Indywidualne
- Lider G-League w asystach (2023)